# Elecciones locales de Corea del Sur de 2022
Las elecciones locales de Corea del Sur de 2022 también conocida como 8va elección local nacional simultánea (en coreano: 제8회 전국동시지방선거) se llevaron a cabo el 1 de junio de ese año. Estas elecciones se produjeron después de las elecciones presidenciales de marzo de 2022 y coincidieron con las elecciones parciales para los escaños vacantes en la Asamblea Nacional. Fueron las primeras elecciones nacionales bajo la presidencia de Yoon Suk-yeol después de asumir el cargo el 10 de mayo.
El Partido del Poder Popular, partido del presidente Yoon, ganó las elecciones locales con una cantidad de 12 alcalde y gobernadores metropolitanos. La participación fue del 50,9% es la más baja desde las elecciones locales 2002.

## Antecedentes
Las elecciones locales es el primer proceso electoral de evaluación del gobierno del presidente Yoon Suk-yeol elegido en las elecciones presidenciales de 2022.

## Sistema electoral
Corea del Sur se subdivide en 8 provincias, 1 ciudad autónoma especial, 1 provincia autónoma especial y 7 ciudades metropolitanas; Cada una elige un gobernador o alcalde metropolitano.

## Partidos políticos
| Partidos | Partidos                           | Ideología   | Líder                      | Elecciones anteriores (2018)           | Elecciones anteriores (2018) |
| Partidos | Partidos                           | Ideología   | Líder                      | Alcaldes y Gobernadores metropolitanos | Alcaldes municipales         |
| -------- | ---------------------------------- | ----------- | -------------------------- | -------------------------------------- | ---------------------------- |
|          | Partido Demócrata 더불어민주당     | Liberal     | Yun Ho-jung y Park Ji-hyun | 14                                     | 151                          |
|          | Partido del Poder Popular 국민의힘 | Conservador | Lee Jun-seok               | 2 (LPK)                                | 53 (LPK)                     |

## Resultados en ciudades metropolitanas y provincias

### Alcaldes y gobernadores electos

Alcaldes y gobernadores metropolitanos electos por partido político
Poder Popular
Demócrata

| Cargo                               | Candidato electo | Candidato electo | Partido                   |
| ----------------------------------- | ---------------- | ---------------- | ------------------------- |
| Alcalde de Seúl                     |                  | Oh Se-hoon       | Partido del Poder Popular |
| Alcalde de Busan                    |                  | Park Heong-joon  | Partido del Poder Popular |
| Alcalde de Daegu                    |                  | Hong Joon-pyo    | Partido del Poder Popular |
| Alcalde de Incheon                  |                  | Yoo Jeong-bok    | Partido del Poder Popular |
| Alcalde de Gwangju                  |                  | Kang Gi-Jeong    | Partido Demócrata         |
| Alcalde de Daejeon                  |                  | Lee Jang-woo     | Partido del Poder Popular |
| Alcalde de Ulsan                    |                  | Kim Du-gyeom     | Partido del Poder Popular |
| Alcalde de Sejong                   |                  | Choi Min-ho      | Partido del Poder Popular |
| Gobernador de Gyeonggi              |                  | Kim Dong-yeon    | Partido Demócrata         |
| Gobernador de Gangwon               |                  | Kim Jin-tae      | Partido del Poder Popular |
| Gobernador de Chungcheong del Norte |                  | Kim Young-hwan   | Partido del Poder Popular |
| Gobernador de Chungcheong del Sur   |                  | Kim Tae-heum     | Partido del Poder Popular |
| Gobernador de Jeolla del Norte      |                  | Kim Gwan-young   | Partido Demócrata         |
| Gobernador de Jeolla del Sur        |                  | Kim Yung-rok     | Partido Demócrata         |
| Gobernador de Gyeongsang del Norte  |                  | Lee Cheol-woo    | Partido del Poder Popular |
| Gobernador de Gyeongsang del Sur    |                  | Parque Wan-su    | Partido del Poder Popular |
| Gobernador de Jeju                  |                  | Oh Young-hun     | Partido Demócrata         |

### Concejales metropolitanos y provinciales
| Ciudad metropolitana / Provincia | Concejales obtenidos en los consejos metropolitanos y provinciales | Concejales obtenidos en los consejos metropolitanos y provinciales | Concejales obtenidos en los consejos metropolitanos y provinciales | Concejales obtenidos en los consejos metropolitanos y provinciales | Concejales obtenidos en los consejos metropolitanos y provinciales | Concejales obtenidos en los consejos metropolitanos y provinciales |
| Ciudad metropolitana / Provincia | Poder Popular                                                      | Demócrata                                                          | Progresista                                                        | Justicia                                                           | Independiente                                                      | Total                                                              |
| -------------------------------- | ------------------------------------------------------------------ | ------------------------------------------------------------------ | ------------------------------------------------------------------ | ------------------------------------------------------------------ | ------------------------------------------------------------------ | ------------------------------------------------------------------ |
| Ciudad metropolitana / Provincia |                                                                    |                                                                    |                                                                    |                                                                    |                                                                    | Total                                                              |
| Seúl                             | 76                                                                 | 36                                                                 | –                                                                  | –                                                                  | –                                                                  | 112                                                                |
| Busan                            | 45                                                                 | 2                                                                  | –                                                                  | –                                                                  | –                                                                  | 47                                                                 |
| Daegu                            | 31                                                                 | 1                                                                  | –                                                                  | –                                                                  | –                                                                  | 32                                                                 |
| Incheon                          | 26                                                                 | 14                                                                 | –                                                                  | –                                                                  | –                                                                  | 40                                                                 |
| Gwangju                          | 1                                                                  | 22                                                                 | –                                                                  | –                                                                  | –                                                                  | 23                                                                 |
| Daejeon                          | 18                                                                 | 4                                                                  | –                                                                  | –                                                                  | –                                                                  | 22                                                                 |
| Ulsan                            | 21                                                                 | 1                                                                  | –                                                                  | –                                                                  | –                                                                  | 22                                                                 |
| Sejong                           | 7                                                                  | 13                                                                 | –                                                                  | –                                                                  | –                                                                  | 47                                                                 |
| Gyeonggi                         | 78                                                                 | 78                                                                 | –                                                                  | –                                                                  | –                                                                  | 32                                                                 |
| Gangwon                          | 43                                                                 | 6                                                                  | –                                                                  | –                                                                  | –                                                                  | 40                                                                 |
| Chungcheong del Norte            | 28                                                                 | 7                                                                  | –                                                                  | –                                                                  | –                                                                  | 23                                                                 |
| Chungcheong del Sur              | 36                                                                 | 12                                                                 | –                                                                  | –                                                                  | –                                                                  | 22                                                                 |
| Jeolla del Norte                 | 1                                                                  | 37                                                                 | 1                                                                  | 1                                                                  | –                                                                  | 22                                                                 |
| Jeolla del Sur                   | 1                                                                  | 56                                                                 | 2                                                                  | 1                                                                  | 1                                                                  | 61                                                                 |
| Gyeongsang del Norte             | 56                                                                 | 2                                                                  | –                                                                  | –                                                                  | 3                                                                  | 61                                                                 |
| Gyeongsang del Sur               | 60                                                                 | 4                                                                  | –                                                                  | –                                                                  | –                                                                  | 64                                                                 |
| Jeju                             | 12                                                                 | 27                                                                 | –                                                                  | –                                                                  | 1                                                                  | 40                                                                 |
| Total                            | 540                                                                | 322                                                                | 3                                                                  | 2                                                                  | 5                                                                  | 872                                                                |

### Alcaldes metropolitanos

#### Seúl
|  | 59.05 % |

|  | 39.24 % |

|  | 1.22 % |

|  | 0.29 % |

|  | 0.20 % |

|  | 99.14 % |

|  | 0.86 % |

|  | 100 % |

|  | 53.17 % |

#### Busan
|  | 63.37 % |

|  | 32.24 % |

|  | 1.40 % |

|  | 98.75 % |

|  | 1.25 % |

|  | 100 % |

|  | 49.10 % |

#### Daegu
|  | 78.75 % |

|  | 17.98 % |

|  | 2.40 % |

|  | 0.87 % |

|  | 98.52 % |

|  | 1.48 % |

|  | 100 % |

|  | 43.19 % |

#### Incheon
|  | 51.77 % |

|  | 44.56 % |

|  | 3.18 % |

|  | 0.50 % |

|  | 98.76 % |

|  | 1.24 % |

|  | 100 % |

|  | 48.95 % |

#### Gwangju
|  | 74.92 % |

|  | 15.91 % |

|  | 4.72 % |

|  | 3.71 % |

|  | 0.75 % |

|  | 98.30 % |

|  | 1.70 % |

|  | 100 % |

|  | 37.76 % |

#### Daejeon
|  | 51.20 % |

|  | 48.80 % |

|  | 98.85 % |

|  | 1.15 % |

|  | 100 % |

|  | 49.66 % |

#### Ulsan
|  | 59.79 % |

|  | 40.21 % |

|  | 98.81 % |

|  | 1.19 % |

|  | 100 % |

|  | 52.26 % |

#### Sejong
|  | 52.84 % |

|  | 47.16 % |

|  | 99.10 % |

|  | 0.90 % |

|  | 100 % |

|  | 51,24 % |

### Gobernadores provinciales

#### Gyeonggi
|  | 49.07 % |

|  | 48.91 % |

|  | 0.95 % |

|  | 0.67 % |

|  | 0.24 % |

|  | 0.16 % |

|  | 99.01 % |

|  | 0.99 % |

|  | 100 % |

|  | 50.63 % |

#### Gangwon
|  | 54.07 % |

|  | 45.93 % |

|  | 98.02 % |

|  | 1.98 % |

|  | 100 % |

|  | 57.82 % |

#### Chungcheong del Norte
|  | 58.19 % |

|  | 41.81 % |

|  | 98.17 % |

|  | 1.93 % |

|  | 100 % |

|  | 50.58 % |

#### Chungcheong del Sur
|  | 53.87 % |

|  | 46.13 % |

|  | 98.84 % |

|  | 3.16 % |

|  | 100 % |

|  | 49.82 % |

#### Jeolla del Norte
|  | 82.12 % |

|  | 17.88 % |

|  | 96.64 % |

|  | 3.36 % |

|  | 100 % |

|  | 48.65 % |

#### Jeolla del Sur
|  | 75.74 % |

|  | 18.81 % |

|  | 5.44 % |

|  | 96.15 % |

|  | 3.85 % |

|  | 100 % |

|  | 58.44 % |

#### Gyeongsang del Norte
|  | 77.96 % |

|  | 22.04 % |

|  | 97.14 % |

|  | 2.86 % |

|  | 100 % |

|  | 52.66 % |

#### Gyeongsang del Sur
|  | 65.71 % |

|  | 29.43 % |

|  | 4.02 % |

|  | 0.84 % |

|  | 97.92 % |

|  | 2.08 % |

|  | 100 % |

|  | 53.40 % |

#### Jeju
|  | 55.15 % |

|  | 39.48 % |

|  | 3.43 % |

|  | 1.94 % |

|  | 98.55 % |

|  | 1.45 % |

|  | 100 % |

|  | 53.11 % |

## Resultados municipales

### Alcaldes municipales

Alcaldes municipales electos por partido político:
Poder Popular
Demócrata
Progresista
Independiente

| Ciudad metropolitana / Provincia | Alcaldes municipales obtenidos | Alcaldes municipales obtenidos | Alcaldes municipales obtenidos | Alcaldes municipales obtenidos | Alcaldes municipales obtenidos |
| Ciudad metropolitana / Provincia | Poder Popular                  | Demócrata                      | Progresista                    | Independiente                  | Total                          |
| -------------------------------- | ------------------------------ | ------------------------------ | ------------------------------ | ------------------------------ | ------------------------------ |
| Ciudad metropolitana / Provincia |                                |                                |                                |                                | Total                          |
| Seúl                             | 17                             | 8                              | –                              | –                              | 25                             |
| Busan                            | 16                             | –                              | –                              | –                              | 16                             |
| Daegu                            | 8                              | –                              | –                              | –                              | 8                              |
| Incheon                          | 7                              | 2                              | –                              | 1                              | 10                             |
| Gwangju                          | –                              | 5                              | –                              | –                              | 5                              |
| Daejeon                          | 4                              | 1                              | –                              | –                              | 5                              |
| Ulsan                            | 4                              | –                              | 1                              | –                              | 5                              |
| Gyeonggi                         | 22                             | 9                              | –                              | –                              | 31                             |
| Gangwon                          | 14                             | 4                              | –                              | –                              | 18                             |
| Chungcheong del Norte            | 7                              | 4                              | –                              | –                              | 11                             |
| Chungcheong del Sur              | 12                             | 3                              | –                              | –                              | 15                             |
| Jeolla del Norte                 | –                              | 11                             | –                              | 3                              | 14                             |
| Jeolla del Sur                   | –                              | 15                             | –                              | 7                              | 22                             |
| Gyeongsang del Norte             | 20                             | –                              | –                              | 3                              | 23                             |
| Gyeongsang del Sur               | 14                             | 1                              | –                              | 3                              | 18                             |
| Total                            | 145                            | 63                             | 1                              | 17                             | 226                            |
| Fuente: Yonhap News Agency       |                                |                                |                                |                                |                                |

### Concejales municipales
| Ciudad metropolitana / Provincia | Concejales obtenidos en los consejos municipales | Concejales obtenidos en los consejos municipales | Concejales obtenidos en los consejos municipales | Concejales obtenidos en los consejos municipales | Concejales obtenidos en los consejos municipales | Concejales obtenidos en los consejos municipales |
| Ciudad metropolitana / Provincia | Poder Popular                                    | Demócrata                                        | Progresista                                      | Justicia                                         | Independiente                                    | Total                                            |
| -------------------------------- | ------------------------------------------------ | ------------------------------------------------ | ------------------------------------------------ | ------------------------------------------------ | ------------------------------------------------ | ------------------------------------------------ |
| Ciudad metropolitana / Provincia |                                                  |                                                  |                                                  |                                                  |                                                  | Total                                            |
| Seúl                             | 213                                              | 212                                              | 1                                                | –                                                | 1                                                | 427                                              |
| Busan                            | 104                                              | 77                                               | –                                                | –                                                | 1                                                | 182                                              |
| Daegu                            | 92                                               | 28                                               | –                                                | –                                                | 1                                                | 121                                              |
| Incheon                          | 59                                               | 62                                               | –                                                | 1                                                | 1                                                | 123                                              |
| Gwangju                          | –                                                | 57                                               | 6                                                | 1                                                | 5                                                | 69                                               |
| Daejeon                          | 32                                               | 31                                               | –                                                | –                                                | –                                                | 63                                               |
| Ulsan                            | 30                                               | 18                                               | 2                                                | –                                                | –                                                | 50                                               |
| Gyeonggi                         | 229                                              | 232                                              | 1                                                | –                                                | 1                                                | 463                                              |
| Gangwon                          | 101                                              | 66                                               | –                                                | 1                                                | 6                                                | 174                                              |
| Chungcheong del Norte            | 79                                               | 55                                               | 1                                                | –                                                | 1                                                | 136                                              |
| Chungcheong del Sur              | 95                                               | 80                                               | –                                                | –                                                | 2                                                | 177                                              |
| Jeolla del Norte                 | 3                                                | 168                                              | 1                                                | 1                                                | 24                                               | 197                                              |
| Jeolla del Sur                   | 1                                                | 193                                              | 5                                                | 3                                                | 45                                               | 247                                              |
| Gyeongsang del Norte             | 225                                              | 25                                               | –                                                | –                                                | 38                                               | 288                                              |
| Gyeongsang del Sur               | 172                                              | 80                                               | –                                                | –                                                | 18                                               | 270                                              |
| Total                            | 1,435                                            | 1,384                                            | 17                                               | 7                                                | 114                                              | 2,987                                            |